# عشق در پاریس
عشق در پاریس (به انگلیسی: Love in Paris) که در آمریکا با نام نه و نیم هفته‌ای دیگر (به انگلیسی: Another 9½ Weeks) منتشر شد، فیلمی در ژانر رمانتیک و درام است که در سال ۱۹۹۷ منتشر شد. این فیلم دنباله فیلم نه و نیم هفته (۱۹۸۶) است. عشق در پاریس به‌شکل ویدئویی در ایالات متحده منتشر و با نقدهای منفی از سوی منتقدان مواجه شد.

## داستان فیلم
هنگامی که جان برای شرکت در یک فروش هنری به پاریس سفر می‌کند، رابطه‌ای وحشتناک با زنی زیبا (آنجی اورهارت) را آغاز می‌کند. همان‌طور که تنش وابسته به عشق شهوانی بین آنها ایجاد می‌شود، جان خود را درگیر یک وسواس خطرناک جدید می‌بیند…

## بازیگران
- میکی رورک
- انجی اورهارت
- استیون برکوف
- دوگری اسکات
- لانا کلارکسون
- سامی ناصری